# Plaza de San José (Pamplona)
La plaza de San José es un espacio público de la ciudad española de Pamplona.

## Descripción
La plaza se encuentra junto a la catedral de Santa María la real, y afluyen a ella las calles de Navarrería, Salsipuedes y Redín. Hacia el año 1921, estaba «la mayor parte de su superficie ocupada por arbolado, jardines, un gran surtidor y aparatos de alumbrado público eléctrico». Aparece descrita con las siguientes palabras en el primer tomo de los dedicados a Navarra en la Geografía general del País Vasco-Navarro, obra de Julio Altadill:

La plaza de San José se halla circunvalada por la Catedral, Instituto Provincial y Técnico, Escuela Normal del Magisterio y Casa-Convento de las Siervas de María; su forma es trapezoidal, de unos 88 metros de largura media por 34 de anchura. Su periferia está dotada de aceras y la mayor parte de su superficie ocupada por arbolado, jardines, un gran surtidor y aparatos de alumbrado público eléctrico. Afluyen á esta plaza las calles de Redín, Salsipuedes y Navarrería.
(Altadill, 1915-1921, p. 427)